# روبرت إيغل
روبرت إيغل (بالإنجليزية: Robert Eagle)‏ هو لاعب كرة قدم بريطاني، ولد في 23 فبراير 1987 في Leiston ‏ في المملكة المتحدة. لعب مع غريمسبي تاون ونادي إنفرنيس ونورويتش سيتي.

## وصلات خارجية
- روبرت إيغل على موقع قاعدة بيانات كرة القدم.إي يو (الإنجليزية)
- روبرت إيغل على موقع Soccerbase.com (لاعب) (الإنجليزية)
- روبرت إيغل على موقع Soccerway.com (الإنجليزية)